# Konnumäe
Konnumäe (est. Konnumäe) – jezioro w Estonii, w prowincji Valgamaa, w gminie Karula. Położone jest na wschód od wsi Rebasemõisa. Ma powierzchnię 0,9 ha linię brzegową o długości 378 m, długość 140 m i szerokość 80 m. Sąsiaduje z jeziorami Ojajärv, Lajassaarõ, Alakonnu. Położone jest na terenie Parku Narodowego Karula.